# The Last of Us Part II
The Last of Us Part II – przygodowa gra akcji z 2020 roku wyprodukowana przez studio Naughty Dog, wydana przez Sony Interactive Entertainment na PlayStation 4. Fabuła rozgrywa się cztery lata po wydarzeniach z The Last of Us (2013) i przedstawia losy dwóch grywalnych postaci przemierzających postapokaliptyczne Stany Zjednoczone: Ellie Williams poszukującej zemsty za morderstwo bliskiej osoby i Abby Anderson, żołnierki uwikłanej w konflikt pomiędzy organizacją, do której przynależy, a religijną sektą. Wydarzenia przedstawione są z perspektywy trzeciej osoby; gracz walczy zarówno z wrogo nastawionymi ludźmi, jak i stworzeniami zarażonymi maczużnikiem, wykorzystując broń palną i improwizowaną, mogąc również przekradać się obok nich.
Prace nad grą rozpoczęły się w 2014 roku, niedługo po wydaniu The Last of Us Remastered. Neil Druckmann powrócił jako dyrektor kreatywny i scenarzysta; scenariusz napisał wspólnie z Halley Gross. Motywy zemsty i wymierzenia kary zainspirowane zostały doświadczeniami z dzieciństwa Druckmanna dorastającego w Izraelu. Ashley Johnson ponownie wcieliła się w Ellie, a jako Abby obsadzono Laurę Bailey; obie nagrywały zarówno głosy swoich postaci, jak i odgrywały je podczas sesji performance capture. Muzykę ponownie napisał Gustavo Santaolalla. Podczas prac nad Part II twórcy wykorzystali pełnię możliwości technicznych konsoli PlayStation 4, produkcja okupiona była jednak pracą w nadgodzinach, nawet po dwanaście godzin dziennie przez długi czas.
Premiera odbyła się 19 czerwca 2020; pierwotnie gra miała trafić do sprzedaży wcześniej, po drodze doszło jednak do opóźnień, spowodowanych głównie pandemią Covidu-19. Po premierze Part II spotkała się z pozytywnym przyjęciem ze strony krytyków, chwalących rozgrywkę, projekt dźwięku, muzykę, grę aktorską, charakteryzację i oprawę wizualną; fabuła poróżniła recenzentów. Tuż po premierze gra spotkała się z review bombingiem w agregatorze recenzji Metacritic, gdzie gracze zalewali ją najniższymi możliwymi ocenami, krytykując fabułę i postacie; opinie na temat Part II były bardzo polaryzujące. Pomimo tego stała się jedną z najszybciej sprzedających się gier na PlayStation 4 oraz najszybciej sprzedającą się grą na wyłączność na tę konsolę, w ciągu pierwszego tygodnia znajdując ponad cztery miliony nabywców, a do 2022 – ponad dziesięć milionów. Przez pewien czas pozostawała rekordzistką pod względem liczby zdobytych tytułów gry roku, otrzymała również liczne branżowe nagrody i wyróżnienia. 19 stycznia 2024 ukazała się  premiera wersji na PlayStation 5. Zaś 3 kwietnia tego samego roku na komputery z systemem Windows.

## Fabuła
Źródło: The Review Geek, Entertainment Focus
Joel Miller wyznaje swojemu bratu Tommy’emu, że chcąc ocalić Ellie uniemożliwił świetlikom stworzenie leku na pandemię maczużnika, zabijając naukowców mających przeprowadzić operację, która zakończyłaby się śmiercią dziewczyny. Cztery lata później Joel i Ellie mieszkają w osadzie Jackson w Wyoming, w której ułożyli sobie życie, chociaż ich relacja stała się napięta. Podczas patrolu Joel i Tommy ratują przed zarażonymi nieznajomą, Abby Anderson. Chronią się wraz z nią na starym posterunku, będącym tymczasową kryjówką Abby i jej grupy – byłych świetlików, obecnie członków Frontu Wyzwolenia Waszyngtonu (WLF), milicyjnej organizacji działającej w Seattle. Abby chce zemścić się na Joelu, który zabił jej ojca, Jerry’ego – chirurga mającego przeprowadzić operację Ellie. W międzyczasie Ellie i jej dziewczyna Dina opuszczając Jackson w poszukiwaniu braci Millerów. Po dotarciu do kryjówki WLF Ellie widzi, jak Abby zabija Joela i poprzysięga zemstę.
Tommy wyrusza do Seattle w poszukiwaniu Abby, a w ślad za nim udają się Ellie i Dina. Ellie wyjawia Dinie, że jest odporna na zarazę, ta z kolei, że jest w ciąży. Nazajutrz, podczas poszukiwań Tommy’ego, Ellie spotyka Jessego – byłego chłopaka Diny, który podążył za nimi do Seattle. Poszukując znajomej Abby, Nory Harris, Ellie natrafia na serafitów – sektę religijną walczącą z WLF o kontrolę nad miastem. Ellie udaje się wyśledzić Norę i torturami wydobyć z niej informacje o miejscu pobytu Abby. Następnego dnia Ellie zabija dwóch kolejnych członków grupy Abby, ciężarną Mel i jej chłopaka Owena Moore’a. W retrospekcji wyjawione zostaje, że Ellie dwa lata wcześniej wybrała się do szpitala świetlików i poznała prawdę o tym, co zrobił Joel, przez co zerwała z nim kontakt. Kiedy dziewczyna budzi się, jej grupa zostaje zaatakowana przez Abby, która zabija Jessego i bierze Tommy’ego na zakładnika.
Trzy dni wcześniej Abby dowiaduje się, że Owen – jej były chłopak – zaginął podczas wyprawy mającej na celu zbadanie działalności serafitów. Poszukując mężczyzny zostaje pojmana przez członków sekty; ratują ją Yara i Lev – rodzeństwo serafitów uznane za apostatów po tym, jak Lev złamał ich tradycje. Abby udaje się odnaleźć Owena, który ma dość walki i chce wyruszyć do Santa Barbara, żeby zbadać pogłoski o przegrupowujących się tam świetlikach. Kobieta, chcąc pomóc poważnie rannej Yarze, przemierza z Levem Seattle, żeby znaleźć środki niezbędne do przeprowadzenia operacji. Następnego dnia Lev ucieka, żeby przekonać swoją matkę do porzucenia sekty; Abby i Yara – wiedząc, że WLF planuje atak na wyspę serafitów – ruszają za nim. Po dotarciu do wioski Leva odkrywają, że zabił on matkę w samoobronie; w międzyczasie WLF przypuszcza inwazję na wyspę. Abby zdradza dawnych sprzymierzeńców, żeby chronić Leva, a Yara poświęca się, żeby umożliwić im ucieczkę. Po powrocie do Seattle odkrywają ciała Mel i Owena oraz upuszczoną przez Ellie mapę, na której zaznaczyła swoją kryjówkę. Abby dociera do niej, poważnie rani Tommy’ego i dotkliwie bije Ellie i Dinę. Na prośbę Leva postanawia ich nie zabijać.
Kilka miesięcy później Ellie i Dina mieszkają na farmie, wychowując syna Diny i Jessego; Ellie cierpi jednak na zespół stresu pourazowego. Kiedy Tommy przynosi informację o miejscu pobytu Abby, Ellie postanawia ją odnaleźć, pomimo nalegań Diny, żeby została z rodziną. Abby i Lev docierają do Santa Barbara, gdzie odkrywają, że świetliki przegrupowują się na Catalina Island; chwilę później zostają pojmani przez gang handlarzy niewolników, którzy torturują ich i zostawiają na śmierć za próbę ucieczki. Ellie dociera na miejsce i ratuje ich. Grożąc, że zabije Leva, zmusza Abby do walki, w której traci dwa palce. Ellie udaje się pokonać przeciwniczkę, ale na nagłe wspomnienie Joela postanawia jej nie zabijać i puszcza ją wolno. Abby i Lev odpływają, żeby dołączyć do świetlików, a Ellie wraca na pustą farmę. Próbując grać zranioną ręką na gitarze Joela przypomina sobie ostatnią rozmowę z nim, w której wyraziła chęć przebaczenia mu, a następnie opuszcza farmę.

## Rozgrywka
The Last of Us Part II jest przygodową grą akcji z perspektywą trzeciej osoby i elementami survival horroru. Gracz przemierza postapokaliptyczne lokalizacje, takie jak budynki czy lasy, posuwając do przodu liniową historię. Z przeciwnikami – tak wrogo nastawionymi ludźmi, jak i stworzeniami zainfekowanymi maczużnikiem – walczyć można za pomocą broni palnej, improwizowanej oraz wręcz. Gracz steruje zarówno Ellie, jak i Abby – zmiana postaci następuje w momentach fabularnych narzuconych przez twórców; w początkowej sekwencji na krótko obejmuje też kontrolę nad Joelem. Ze względu na zwinność obu grywalnych postaci w Part II wprowadzono elementy platformowe, pozwalające im skakać bądź wspinać się w celu pokonania przeszkód, zapewniając też dodatkowe możliwości w walce. Żeby dostać się do niektórych miejsc i zabrać znajdujące się w nich surowce konieczne jest wybicie szyby. W kilku miejscach postać przemieszcza się konno bądź łódką.
W walce gracz może używać broni długodystansowej – karabinu, strzelby i łuku – oraz krótkodystansowej, jak pistolet, rewolwer czy obrzyn. Korzystać może również z broni do walki wręcz – rurek, desek czy kijów baseballowych – rozpadającej się po kilku uderzeniach, jak również rzucać butelkami albo cegłami w celu rozproszenia, ogłuszenia bądź zaatakowania przeciwnika. Zbierane po drodze surowce wykorzystać można do ulepszenia broni przy stołach warsztatowych bądź do stworzenia przedmiotów pomagających w walce, takich jak apteczki, koktajle Mołotowa czy prowizoryczne tłumiki. Atrybuty postaci, np. żywotność czy szybkość wytwarzania przedmiotów, można zwiększać za pomocą tabletek, a znajdowane w różnych miejscach podręczniki szkoleniowe odblokowują dodatkowe drzewka rozwoju, pozwalające np. wytwarzać amunicję do określonych broni.
Chociaż walka z niektórymi przeciwnikami jest obowiązkowa i nie można jej uniknąć, większość może zostać wyeliminowana po cichu, możliwe jest również przekradnięcie się obok nich. „Tryb nasłuchiwania”, stanowiący odzwierciedlenie wytężonego nasłuchiwania i świadomości otoczenia, pozwala wykryć przeciwników i podświetlić ich zarysy, nawet jeżeli znajdują się za ścianą. System osłon pozwala przykucnąć za przeszkodą, żeby zyskać przewagę taktyczną w walce; w Part II wprowadzono także możliwość czołgania się, co pozwala łatwiej uniknąć wrogów. System sztucznej inteligencji określa, jak wrogo nastawieni ludzie reagują na walkę. Jeżeli przeciwnik wykryje postać gracza, może schować się za osłoną albo wezwać wsparcie, jak również wykorzystać sytuację, kiedy gracz jest rozproszony, skończy mu się amunicja albo walczy z kimś wręcz. Jeśli postać zostanie ugodzona strzałą będzie stopniowo traciła zdrowie i nie będzie mogła korzystać z trybu nasłuchiwania, dopóki nie usunie z ciała pocisku. Towarzysze wspomagają gracza w walce poprzez zabijanie przeciwników czy zdradzanie ich pozycji. W grze jako nowy rodzaj wroga wprowadzono psy tropiące, mogące zwietrzyć zapach Ellie, widoczny dla gracza w trybie nasłuchiwania.

## Produkcja
Wczesne zarysy fabularne Part II powstały już podczas produkcji The Last of Us, a prace nad nią rozpoczęły się w 2014, niedługo po premierze The Last of Us Remastered. W sierpniu 2017, po premierze Uncharted: Zaginionego dziedzictwa, cały trzystupięćdziesięcioosobowy zespół Naughty Dog został przekierowany do prac nad Part II. Procesowi produkcji przewodził Neil Druckmann jako dyrektor kreatywny i scenarzysta – takie same funkcje pełnił wcześniej przy oryginale oraz Uncharted 4: Kresie złodzieja (2016). Współreżyserami zostali Anthony Newman i Kurt Margenau; odpowiedzialni byli oni za nadzorowanie elementów rozgrywki, takich jak projekt poziomów czy zastosowane w grze mechaniki. Pod koniec prac nad Part II zespół został zmuszony do pracy zdalnej ze względu na obostrzenia covidowe. Łącznie nad grą pracowało około 2169 osób z czternastu studiów.
Druckmann napisał scenariusz wraz z Halley Gross. Twórcy eksperymentowali z inną strukturą narracji, w pewnym momencie rozważali również odrzucenie projektu, dopóki nie wpadli na pomysł stanowiący odzwierciedlenie pierwszej części. Druckmann stwierdził, że podczas gdy The Last of Us opowiada o skrajnych środkach, jakie podejmuje się w imię miłości, Part II koncentruje się na tym, jak daleko ktoś jest w stanie się posunąć, żeby pomścić ukochanych. Motywy zemsty i wymierzenia kary zainspirowane zostały doświadczeniami z dzieciństwa Druckmanna dorastającego w Izraelu, gdzie przemoc była na porządku dziennym. Jako przykład podał lincz na izraelskich rezerwistach, do jakiego doszło w 2000 roku w Ramallahu; oglądając wiadomości na ten temat i słysząc wiwatujący tłum, zaczął mieć brutalne myśli o wymierzeniu sprawcom sprawiedliwości. Jego zamiarem było, żeby gracz poczuł „chęć zemsty”, zanim pozna pełny obraz sytuacji i uświadomi sobie, z jakimi wiąże się to konsekwencjami. Dodał, że innymi wątkami obecnymi w grze są trybalizm, trauma i pogoń za sprawiedliwością. Graficy z Naughty Dog wybrali się do Seattle, żeby zobaczyć tamtejszą architekturę, roślinność, materiały, topografię i oświetlenie, co miało przełożyć się na stworzenie jak najbardziej fotorealistycznych tekstur.

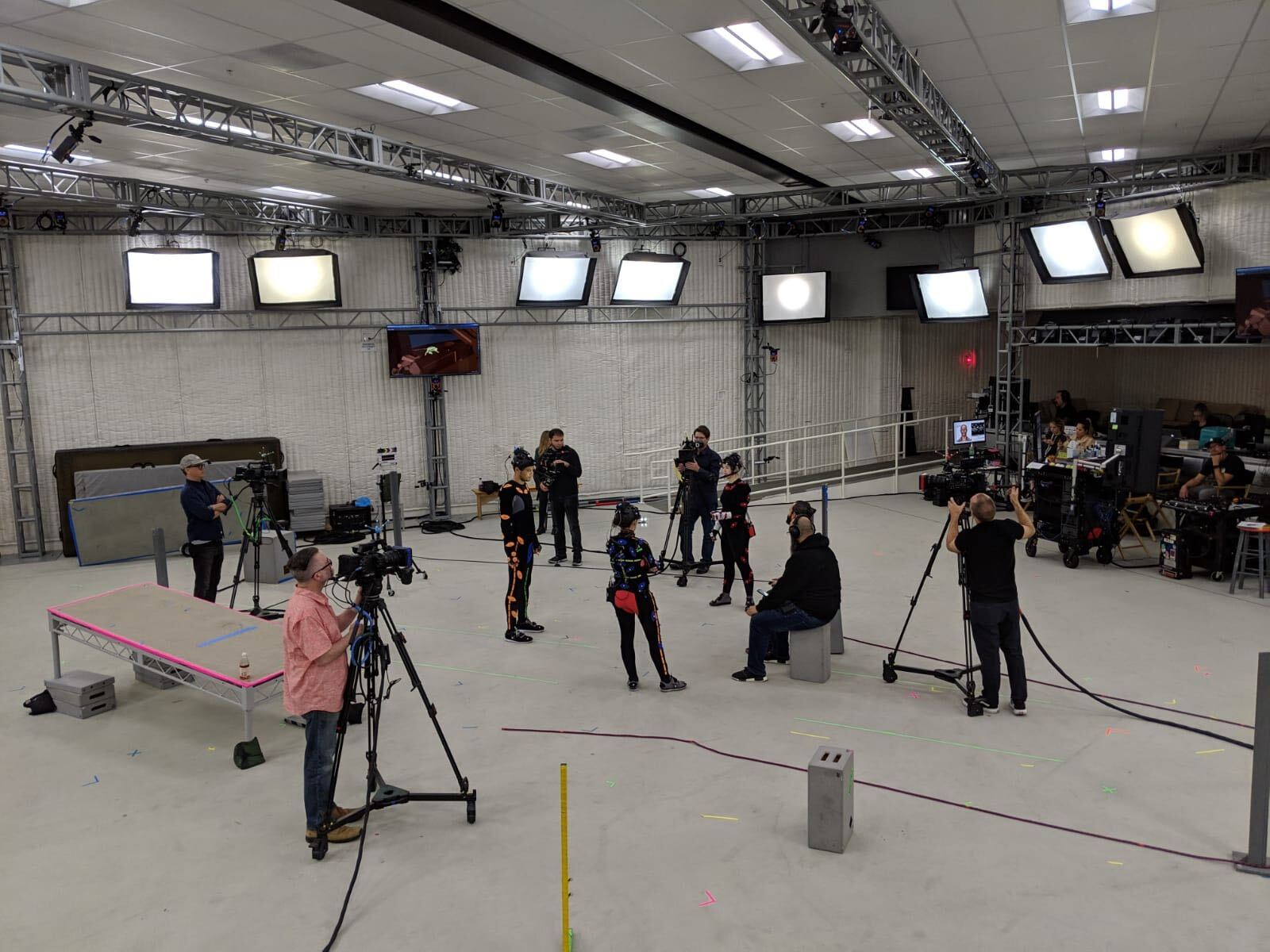
Nagrania performance capture do Part II, realizowane w kalifornijskim Playa Vista.

Ashley Johnson i Troy Baker ponownie wcielili się w Ellie i Joela, a do głównej obsady dołączyła Laura Bailey jako Abby. Nagrania odbywały się w studiu w Playa Vista, a realizowano je przy użyciu techniki performance capture – jednocześnie nagrywano ruchy postaci, mimikę i głosy. Zdaniem Gross celem scenarzystów było „napisanie najbardziej wielowymiarowych postaci, jakie widziano w grach komputerowych”. Zależało jej przede wszystkim na przedstawieniu wielowymiarowości Ellie, prezentując zarówno jej siłę, jak i słabości. Zamiana postaci z Ellie na Abby zainspirowana została krótką zamianą Joela na Ellie w pierwszej części; w Part II zmiana jest jednak znacznie dłuższa i obejmuje około połowę gry, co miało dokładniej przedstawić odczucia obu postaci. Druckmann chciał, żeby na początku gracz nienawidził Abby, ale potem mógł się z nią utożsamić.
Pracując nad Part II twórcy przesunęli granice techniczne PlayStation 4, wyciskając z konsoli wszystkie jej możliwości. Pozwoliło to na dodanie większej liczby wrogów i stworzenie większych lokalizacji niż w części pierwszej. Druckmann stwierdził, że zmniejszenie liczby szczegółów w którymkolwiek miejscu zaburzyłoby poczucie autentyzmu, dlatego zespół bezustannie pracował nad optymalizacją technologii. Usprawniona sztuczna inteligencja (SI) pozwoliła na nawiązanie głębszych więzi z postaciami, tworzonych i rozwijanych poprzez rozgrywkę. The Last of Us Part II pierwotnie planowano jako grę z otwartym światem z „bazami wypadowymi” (hubami), ostatecznie jednak postanowiono uczynić ją bardziej liniową, co dawało lepsze możliwości opowiedzenia historii. Studio chciało zwiększyć liczbę opcji przystępności wprowadzonych w Uncharted 4, żeby każdy gracz mógł przejść grę bez względu na rodzaj niepełnosprawności; w tym celu twórcy uczęszczali na konferencje poświęcone niepełnosprawnościom i współpracowali ze specjalistami w tej dziedzinie.
Muzyka ponownie skomponowana została przez Gustava Santaolallę, który pracował z Naughty Dog przy pierwszej części, a współkompozytorem został Mac Quayle. Twórcy zdobyli pozwolenie na wykorzystanie piosenek „Future Days” Pearl Jam i „Take on Me” A-ha, granych przez Joela i Ellie na gitarze. Żeby stworzyć odgłosy człapaczy – nowego rodzaju zarażonych – zatrudniono aktorów głosowych, Raula Ceballosa i Steve’a Bluma, a do nagrania dźwięków wybuchów wykorzystano owoce, np. grejpfruty. Język gwizdów serafitów inspirowany był prawdziwymi językami tego typu, takimi jak silbo i sfryria; gwizdy wykonywane były przez aktorów głosowych Steviego Macka i Lisę Marie.
Według śledztwa dziennikarskiego przeprowadzonego przez Jasona Schreiera z Kotaku, podczas produkcji Part II twórcy doświadczali crunchu, pracując po dwanaście godzin dziennie, a kiedy premiera została opóźniona, zostali zmuszeni do pracy w takich warunkach przez kilka kolejnych miesięcy. Przyczyną takiego stanu rzeczy był masowy odpływ pracowników podczas produkcji Uncharted 4, po której w studiu pozostało zaledwie kilku weteranów. Część twórców miała wyrażać nadzieję, że gra okaże się porażką, co miałoby udowodnić, że praca w takich warunkach nie zdaje egzaminu. Wydawca, Sony Interactive Entertainment, zapewnił twórcom dodatkowe dwa tygodnie na wyeliminowanie błędów. Druckmann stwierdził, że podczas prac nad Part II nie udało mu się zapewnić zespołowi komfortowych warunków pracy, dlatego przy następnych projektach pomagać mają zewnętrzne studia.

## Dystrybucja i marketing

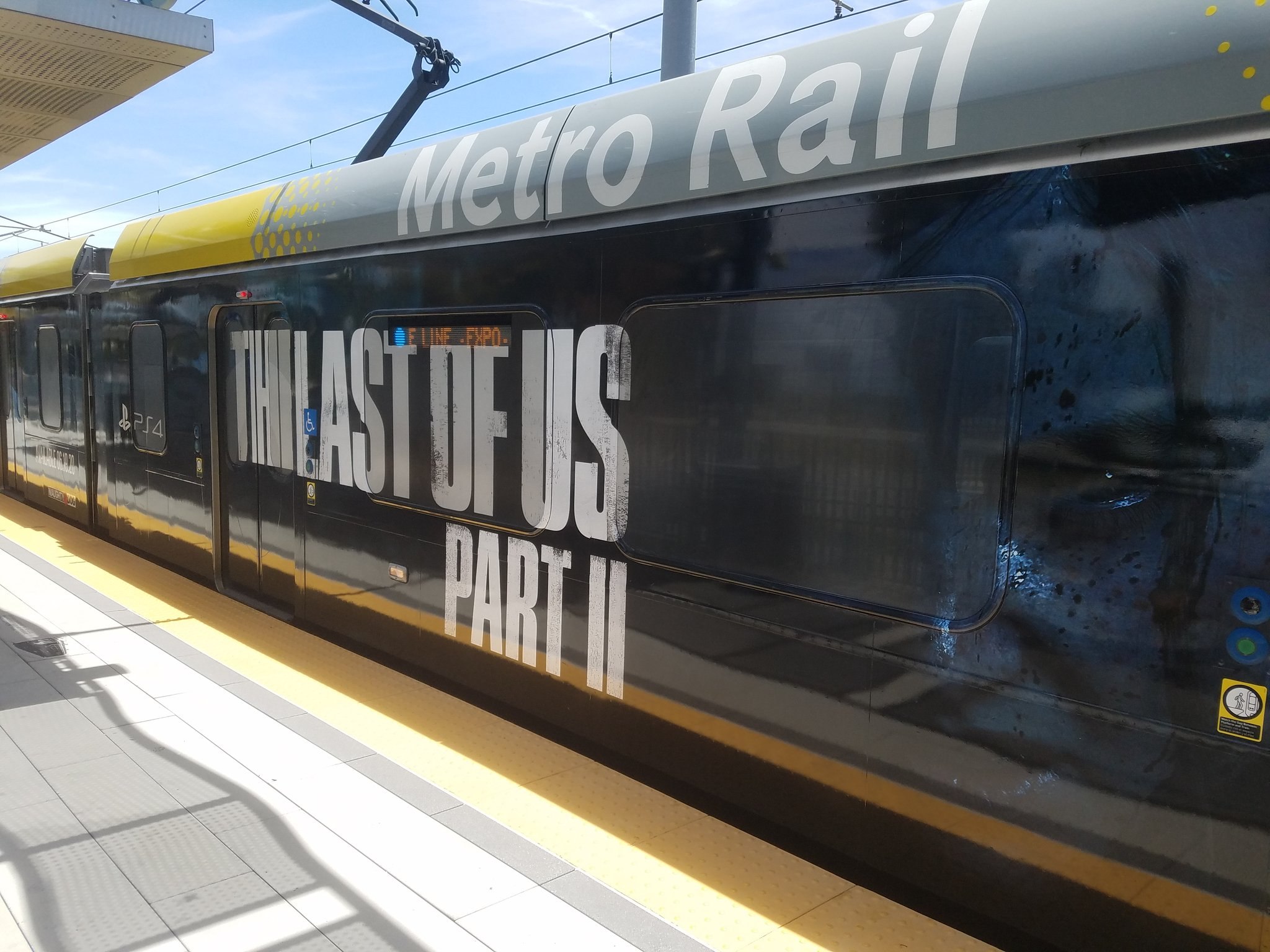
Pociąg z reklamą gry w Santa Monica.

The Last of Us Part II zapowiedziano 3 grudnia 2016 na konwencie PlayStation Experience. Podczas targów Electronic Entertainment Expo 2018 Druckmann stwierdził, że studio nie poda daty premiery, dopóki gra nie będzie „bardzo bliska ukończenia”, żeby nie zawieść fanów. 24 września 2019, w ramach prezentacji State of Play, Naughty Dog zapowiedziało premierę na 21 lutego 2020; 25 października została ona przesunięta na 29 maja, żeby „mieć pewność, że gra spełni wszystkie wewnętrzne standardy Naughty Dog”. 2 kwietnia Sony poinformowało, że gra jest niemal ukończona, ale ze względu na problemy logistyczne spowodowane pandemią Covidu-19 premiera została opóźniona na czas nieokreślony. Pod koniec tego samego miesiąca do Internetu wyciekły materiały filmowe przedstawiające rozgrywkę i przerywniki filmowe oraz zdradzające istotne wątki fabularne, w tym śmierć Joela i Abby jako grywalną postać. Druckmann napisał na Twitterze, że jest „zdruzgotany” wyciekiem, zarówno ze względu na dobro fanów, jak i twórców, którzy pracowali nad grą od lat. 27 kwietnia Sony ogłosiło nową datę premiery – 19 czerwca 2020.
Pierwszy zwiastun, przedstawiający Ellie i Joela, zaprezentowano wraz z informacją o powstawaniu gry. Drugi, poświęcony Abby i Levowi, pokazano we wrześniu 2017 podczas Paris Games Week, z kolei trzeci, debiutujący podczas E3 2018, poświęcony był Dinie i Jessemu. We wrześniu 2019 podczas prezentacji State of Play pokazano zwiastun z okazji Outbreak Week – tygodnia, w którym w uniwersum The Last of Us rozpoczęła się zaraza. 6 maja 2020 opublikowano zwiastun fabularny, 3 czerwca animowany spot reklamowy, a 10 czerwca ostatni zwiastun przedpremierowy. Naughty Dog celowo zamieniło w zwiastunach niektóre postacie na inne, żeby nie zdradzać fabuły. Druckmann stwierdził, że inspiracją dla tego zabiegu była podobnie zwodnicza kampania marketingowa Metal Gear Solid 2: Sons of Liberty (2001), koncentrująca się na Solid Snake’u jako grywalnej postaci, podczas gdy w rzeczywistości gracz wcielał się w niego tylko w prologu.
We wrześniu 2019 Naughty Dog zapowiedziało, że gra trafi do sprzedaży w kilku wersjach. 27 maja 2020 odbyło się State of Play poświęcone wyłącznie Part II, a od 13 maja do 3 czerwca 2020 studio wypuszczało materiały filmowe poświęcone procesowi produkcji. Gra została zakazana w Arabii Saudyjskiej i Zjednoczonych Emiratach Arabskich ze względu na przedstawienie w niej postaci homoseksualnych. 13 sierpnia studio opublikowało aktualizację dodającą tryb permanentnej śmierci, nowy poziom trudności i modyfikatory rozgrywki. We wrześniu, z okazji The Last of Us Day, zapowiedziano nowe gadżety związane z serią, w tym ścieżkę dźwiękową na płytach winylowych, grę planszową, figurki i plakaty. 19 maja 2021 udostępniono aktualizację dla posiadaczy PlayStation 5 umożliwiającą grę w prędkości sześćdziesięciu klatek na sekundę.
Na 19 stycznia 2024 zapowiedziano premierę odświeżonej wersji gry na PlayStation 5, zatytułowanej The Last of Us Part II Remastered. Poza ulepszoną grafiką i wykorzystaniem funkcjonalności kontrolera DualSense oferować ma ona także m.in. tryb „Bez powrotu”, łączący w sobie elementy gier survivalowych i roguealike'ów, tryb dla speedrunnerów, komentarz reżyserski oraz możliwość rozegrania trzech surowych, usuniętych w procesie produkcji poziomów wraz z komentarzami twórców.

## Odbiór

### Ze strony krytyków
Według agregatora recenzji Metacritic The Last of Us Part II spotkało się z „powszechnym zachwytem” ze strony krytyków. Grę chwalono za usprawnioną rozgrywkę, oprawę graficzną, aktorstwo, postacie, projekt dźwięku i muzykę, recenzenci byli jednak poróżnieni w kwestii fabuły. Jonathon Dornbush z IGN-u uznał Part II za „arcydzieło godne swojego poprzednika”, „oferujące wielowarstwową, oddziałującą na emocje historię i rozgrywkę usprawnioną względem pierwszej części”, „w sposób oszałamiający i zniuansowany eksplorującą motywy siły i słabości człowieka”. Andy McNamara z „Game Informera” stwierdził, że jest „to najlepsza silnie polegająca na fabule gra” w jaką grał i „kontynuacja jak żadna inna, wynosząca opowiadanie historii w grach komputerowych na zupełnie nowy poziom”. Kaity Kline z National Public Radio przyznała, że gra „pozwoliła docenić jej małe rzeczy, które uważa się za pewnik i nie zwraca się na nie uwagi, dopóki nie zostaniemy ich pozbawieni”. Kallie Plagge z GameSpotu uznała grę za „piękną i druzgocącą”, dodając, że „im bardziej się nad tym zastanawia, tym bardziej docenia przedstawioną historię i stanowiące jej serce postacie”.
Fabuła i narracja Part II podzieliły krytyków. Według McNamary scenarzyści podeszli do poruszanych w grze tematów „z przywiązaniem uwagi do szczegółów i niezachwianymi emocjami”. Chris Carter z Destructoidu i Kirk McKeand VG247 chwalili sposób, w jaki tematyka znajduje odzwierciedlenie w pomniejszych dialogach. Sammy Barker z Push Square chwalił przede wszystkim zastosowanie wspomnień i nakładających się opowieści; Keza MacDonald z „The Guardian” wypowiedziała się w podobnym tonie, dodając, że narracja „wywołuje emocje”. Według Michaela Leriego z GameRevolution wspomnienia stanowią dowód na to, że twórcy mieli problemy z utrzymaniem odpowiedniego tempa akcji, a według Aleksa Avarda z GamesRadar+ narracja wytraciła impet, kiedy konieczne było zwieńczenie poszczególnych wątków. Kat Bailey z USgamera stwierdziła, że druga połowa gry była zbyt powolna, a całość „o pięć godzin za długa”. Skrytykowała również dysonans ludonarracyjny wywoływany przez sprzeciwianie się przemocy przy jednoczesnej konieczności stosowania jej w grze. Maddy Myers z Polygonu i Riley MacLeod z Kotaku stwierdziły, że ze względu na odgórnie narzuconą fabułę, nie pozwalającą graczowi na podjęcie żadnych decyzji, ten nie może zaangażować się w opowiadaną historię. Rob Zacny z „Vice” uznał, że pomimo licznych wątków fabularnych, gra „ma niewiele do powiedzenia”. Emanuel Maiberg, również piszący dla „Vice”, stwierdził, że próba nawiązania do konfliktu izraelsko-palestyńskiego poprzez walkę WLF z serafitami wypada słabo, zwłaszcza kiedy przedstawione zostają one jako równe sobie strony.
McKeand uznał, że każda postać jest „złożona i ludzka”. Carter czuł, że z głównymi postaciami można się utożsamić; podobnie odczucia miał Dornbush, który stwierdził, że sposób, w jaki rozwija się Ellie, był szczególnie „pasjonujący”. Andrew Webster z „The Verge” chwalił relację pomiędzy Ellie i Diną, wskazując jednak, że zachowania Ellie w rozgrywce nie współgrają z tymi, jakie przejawia w przerywnikach filmowych. Według Plagge sposób, w jaki przedstawiono Abby sprawia, że łatwiej jest nawiązać więź z nią niż z Ellie, jednak to, jak rozwijana jest jej postać, stoi w sprzeczności z jej zachowaniem. MacLeod i Dean Takahashi VentureBeat wypowiedzieli się pozytywnie na temat zróżnicowania postaci; Oli Welsh z Eurogamera chwalił sposób przedstawienia postaci kobiecych i nieheteronormatywnych, stwierdzając, że jest to „gra o kobietach”. Kline była pod wrażeniem scenariusza, dzięki któremu „możliwe było nawiązanie więzi z każdą postacią, nie tylko z głównymi bohaterami”. Barker uznał, że postacie drugoplanowe „bardzo szybko się wpasowują”, a McNamara, że można zżyć się z nimi na tyle, że ich nieobecność staje się niepokojąca. Część recenzentów stwierdziła jednak, że nowe postacie drugoplanowe nie prezentują tak wysokiego poziomu, jak te ze wcześniejszych gier Naughty Dog. Yannick le Fur z Jeuxvideo.com stwierdził, że postacie Jessego czy Manny’ego stanowią wyłącznie środek mający na celu popchnięcie fabuły do przodu. Myers i Zacny krytykowali bohaterów za to, że nie potrafią uczyć się na swoich błędach.
Krytycy chwalili grę aktorską, w szczególności Ashley Johnson, Troya Bakera i Laurę Bailey. Welsh uznał występ Johnson za „wybitny” ze względu na to, jak oddała „surowość, wrażliwość i gniew” Ellie. Avard stwierdził, że sposób, w jaki przedstawiła jej cierpienie „zasługuje na nagrody, ni mniej, ni więcej”, zaś Baker „jako Joel kradnie dla siebie niektóre sceny”, wzbogacając tę postać i jej relacje z innymi. Dornbush uznał, że dzięki Johnson każdy aspekt postaci Ellie jest zniuansowany, chwalił również Woodward jako Dinę, zwłaszcza w spokojniejszych scenach. Według McKeanda kreacje aktorskie przyczyniły się do wzmocnienia przekazu scenariusza.
Zdaniem Avarda nowe mechaniki rozgrywki dodano z zachowaniem dbałości o szczegóły, z której znane jest Naughty Dog. Leri chwalił zachowanie spójności pomiędzy rozgrywką a narracją, dodając, że także rozgrywka potrafi wzbudzić w odbiorcy emocje. Plagge spodobała się intensywność walk oraz to, że „ruchy Ellie są na tyle płynne, że sprawiają wrażenie, jakby były oskryptowane”. Według Takahashiego walka w Part II jest bardziej zróżnicowana niż w poprzedniczce; zdanie to podzielił Dornbush, dla którego walka i niektóre łamigłówki zostały usprawnione, podobnie jak sztuczna inteligencja i różnorodność przeciwników. Avard uznał SI wrogów za „najbardziej zaawansowaną”, jaką widział w jakiejkolwiek grze. McKeand stwierdził, że projekt poziomów jest lepszy niż w innych produkcjach studia, a McNamara dodał, że dzięki temu walki stały się lepsze. Websterowi spodobała się walka, wskazał jednak, że niektóre związane z nią rozwiązania „prowadzą do niezręcznych sytuacji”, próbujących zamaskować fakt grania w grę komputerową. Myers uznała walkę za mało subtelny nośnik przesłania na temat przemocy, a MacLeod stwierdził, że „tempo walki sprawia wrażenie, jakby twórcy chcieli ukarać graczy”.
Wielu krytyków stwierdziło, że Part II znajduje się w czołówce najlepiej wyglądających gier na PlayStation 4. MacLeod opisał występującą w Seattle naturę jako „wspaniałą i budzącą podziw”, Barker uznał oprawę wizualną za „jedną z najlepszych w branży”, a MacDonald za „szczegółową i zdumiewającą”. Dornbush docenił fakt, że świat gry wykorzystano do opowiedzenia dodatkowych historii. Leri uznał lokalizacje odwiedzane w grze za bardziej realistyczne niż te z pierwszej części, chwalił też aspekty techniczne, takie jak klatkaż, brak ekranów ładowania i realistyczne oświetlenie. Według Cartera szczegółowa animacja mimiki postaci uczłowieczyła je w niespotykany wcześniej w grach komputerowych sposób. Realistycznie wyglądające postacie chwalił także McNamara, zaś Takahashi przypisał usprawnienia i tak już imponującemu silnikowi wykorzystywanemu przez studio. Zacny stwierdził, że Seattle za bardzo przypomina Boston i Pittsburgh z pierwszej części. Christopher Byrd z „The Washington Post” zastanawiał się, czy poziom szczegółowości gry warty był „strat w ludziach” wynikających z „kultury crunchu” w Naughty Dog.
Barker uznał projekt dźwięku za „wybitny”, dodając, że dźwięku 3D nie spodziewał się w grach wcześniej niż po premierze PlayStation 5. Według Zacnego dzięki projektowi dźwięku lokalizacje sprawiały wrażenie żywych, podczas gdy oprawie wizualnej sporadycznie zdarzało się w tej kwestii zawieść. Dornbush również stwierdził, że dźwięk dodaje grze realizmu, chwalił także „poruszającą” muzykę Santaolalli. Według McNamary muzyka przyczyniała się do budowania napięcia. Kevin Dunsmore z Hardcore Gamera uznał, że „zapadające w pamięć i subtelne melodie płynnie wplatają się w świat”, zaś Welsh chwalił muzykę za połączenie banjo i elektroniki.

### Ze strony odbiorców
Tuż po premierze gra stała się celem review bombingu na Metacritic, w pewnym momencie osiągając ocenę użytkowników 3,4/10. Dziennikarze zauważyli, że zalew negatywnych recenzji miał miejsce na tyle szybko po premierze, że gracze nie mogli jeszcze w tym czasie ukończyć gry; część zasugerowała, że niskie oceny mogą być wystawiane na podstawie niepełnych wycieków scenariusza. W wielu negatywnych recenzjach użytkownicy krytykowali charakteryzację i fabułę; część zarzucała twórcom uprawianie polityki wojowników sprawiedliwości społecznej, wypowiadając się również z pogardą o postaciach nieheteronormatywnych. Daniel van Boom z portalu CNET stwierdził, że osoby wystawiające negatywne oceny nie stanowią większości graczy, a MacLeod z Kotaku, że pomimo niskiej oceny, tysiące recenzji jest pozytywnych. Dodał też, że Metacritic opiera się na nieprzejrzystym systemie, przez który wynik liczbowy przedkładany jest nad treść, co skutkuje „masą nie mających znaczenia cyferek i dużą dawką gniewu”.
Część graczy krytykowała zabicie Joela w pierwszych godzinach gry, wskazując też na rozbieżność pomiędzy jego zachowawczą naturą w części pierwszej a bardziej ufną postawą w Part II. Matthew Byrd z Den of Geek stwierdził, że Joel już wcześniej ratował z opresji kobiety, wobec czego to, że zaufał Abby, nie było „całkowicie pozbawione sensu”. Sam Clench z News.com.au zauważył, że przez lata, które spędził w Jackson, Joel stał się mniej cyniczny. Wielu graczy uznało brutalną, pozbawioną godności śmierć Joela za „brak szacunku”. Clench odrzucił takie stwierdzenie, wskazując, że była ona realistyczna, jako że śmierć rzadko przychodzi w porę, zaś sama scena była „bardzo mocna i świetnie napisana”. Josh Hawkins z Shacknews uznał, że śmierć Joela była słuszną odpłatą za brutalność i zabójstwa, jakich dopuścił się wcześniej. Część graczy wskazywała, że twórcy promując grę celowo stosowali zwodnicze zabiegi, mające na celu ukrycie znaczenia roli Abby i śmierć Joela. W jednym ze zwiastunów, przedstawiającym scenę z wydarzeń mających miejsce już po śmierci Joela, zastąpiono nim Jessego, który pojawiał się w tym momencie w grze. Druckmann odpowiedział, że celem studia było zachowanie tajemnicy, co miało przełożyć się na doświadczenie płynące z gry, a nie „zrobienie kogoś w bambuko, żeby oddał nam swoje sześćdziesiąt dolarów”.
Z krytyką spotkała się postać Abby. Część graczy wyrażała niezadowolenie ze względu na to, że uczyniono ją grywalną postacią, podczas gdy w materiałach przedpremierowych zapowiadano, że Part II poświęcona będzie Ellie. Według Dave’a Trumbore’a z Collidera Abby była niesłusznie krytykowana przez graczy, którzy nie zrozumieli przesłania gry. Niektórzy krytykowali jej muskulaturę, spekulując, że jest postacią transpłciową. Amy Coles z „The Independent” i Patricia Hernandez z Polygonu stwierdziły, że winę za to ponosi zbyt mała różnorodność sylwetek w grach komputerowych, a w grze dowiedziono, że Abby ma dostęp do zasobów pozwalających jej na wyrzeźbienie i utrzymanie takiej muskulatury. Coles zauważyła również, że argumenty przeciwko wyglądowi Abby podnoszone były przez „głośną i mizoginistyczną” grupę graczy. Po premierze gry Laura Bailey zaczęła otrzymywać groźby śmierci ze względu na odegraną przez nią postać; Naughty Dog wydało oświadczenie potępiające takie zachowanie, które poparli m.in. James Gunn, Ashley Johnson i Craig Mazin.
Niektórzy przedstawiciele społeczności transpłciowej sprzeciwili się sposobowi, w jako przedstawiono Leva – transpłciową postać drugoplanową. Skrytykowano m.in. używanie przez wrogów dawnego imienia Leva, napisanie tej postaci przez cispłciowych scenarzystów oraz wykorzystanie osoby transpłciowej do przedstawienia tragicznej historii. Stacey Henley z VG247 wypowiadając się na ten temat stwierdziła, że dawne imię Leva pada sporadycznie, a samą postać zagrał transpłciowy aktor Ian Alexander. Redaktor magazynu „Paste” pochwalił twórców za to, że rolę powierzono transpłciowemu aktorowi, stwierdził jednak, że zbyt duży nacisk położono na tożsamość płciową Leva i cierpienie, jakie przez to doświadcza: „Historia Leva nie została napisana dla osób trans, ale dla cispłciowych graczy, żeby dać im możliwość użalania się nad takimi osobami albo wyrażać współczucie dla nich”. Henley stwierdziła, że chociaż historia Leva nie jest doskonała, to stanowi „duży krok na drodze do przedstawiania w grach komputerowych osób trans, koncentrując się na charyzmatycznej postaci ważnej dla fabuły, którą określa znacznie więcej niż jej płciowość”. MacLeod uznał, że Leva wprowadzono do gry wyłącznie po to, żeby zamanifestować istnienie osób transpłciowych w uniwersum The Last of Us, a to, jakie znaczenie zostanie nadane tej postaci, zależy wyłącznie od gracza.

### Odpowiedzi twórców
Hernandez z Polygonu zauważyła, że dyskurs wokół The Last of Us Part II przybrał wrogi obrót, w ramach którego „bigoci” atakowali studio za zróżnicowaną obsadę, a twórcy odpierali zarzuty. Zacny z „Vice” poinformował, że po jego niepochlebnej recenzji Naughty Dog skontaktowało się z nim za pośrednictwem Sony, chcąc przedyskutować treści, z którymi studio się nie zgadza. Dodał, że dyskusja, choć serdeczna, była czymś niespotykanym w przypadku dużych wydawców. Druckmann skrytykował na Twitterze Jasona Schreiera, który wyszydził porównanie Part II do Listy Schindlera (1993). Na inny komentarz Schreiera, twierdzącego, że „gry komputerowe są za długie”, odpowiedział Baker cytując słowa Theodore’a Roosevelta o krytykach, których zdanie liczy się mniej niż twórców. Hernandez podsumowała atmosferę wokół Part II stwierdzając, że „nie zachęca ona do uczciwej krytyki ani rzeczowej dyskusji, co ostatecznie szkodzi samej grze”. Bailey z USgamera stwierdziła, że możliwość konstruktywnej dyskusji ograniczyło nałożone przez studio embargo, zakazujące wspominania w recenzjach o wielu istotnych, a krytykowanych później przez graczy elementach. Druckmann przyznał, że rygorystyczne embargo było efektem wycieku fabuły; stwierdził, że jeżeli recenzenci mogliby rozmawiać o ważnych wątkach, ich szczegóły szybko rozprzestrzeniłyby się w Internecie, szkodząc grze jeszcze bardziej niż wycieki.

### Nagrody i nominacje
The Last of Us Part II pobiło ustanowiony przez Wiedźmina 3: Dziki Gon (2015) rekord produkcji nagrodzonej największą liczbą tytułów gry roku – 322 wobec 281; w 2023 straciło pozycję lidera na rzecz Elden Ring (2022). Part II uznana została za najlepszą grę roku w plebiscytach wielu czasopism i portali branżowych, w tym Den of Geek Digital Trends, „Electronic Gaming Monthly”, „Empire”, „Entertainment Weekly”, „Game Informera”, PlayStation Blog czy Push Square. W kilku plebiscytach zajęła drugie miejsce. „Game Informer”, GamesRadar i IGN uznały Part II za jedną z najlepszych gier ósmej generacji. Podczas 38. rozdania Golden Joystick Awards zdobyła sześć nagród, do których była nominowana: gra roku, najlepszy dźwięk, najlepsza fabuła, najlepszy projekt wizualny, gra roku na PlayStation i studio roku. Otrzymała najwięcej (jedenaście) nominacji do The Game Awards 2020, zdobywając siedem nagród – najwięcej w historii ceremonii: za grę roku, reżyserię, fabułę, projekt dźwięku, opcje przystępności, najlepszą grę przygodową/akcji i najlepszy występ (dla Bailey). Nagrodzona została również dwiema Video Game Accessibility Awards – za kilka opcji ułatwiających grę osobom z niepełnosprawnościami oraz za sposób, w jaki prezentowane są wskazówki i porady. W ramach Gamers’ Choice Awards uznana została za najbardziej wyczekiwaną grę.
Zdobyła rekordową liczbę nominacji do National Academy of Video Game Trade Reviewers Awards – dwadzieścia cztery, najwięcej w historii plebiscytu – zdobywając osiem nagród, w tym za reżyserię gry komputerowej, najlepszy występ w dramacie (Johnson i Bailey) i najlepszą rolę drugoplanową w dramacie (Baker). Otrzymała trzynaście (ponownie najwięcej w historii) nominacji do BAFT-y, wygrywając m.in. w kategoriach gra roku, najlepsza animacja i występ aktorski (Bailey). Jedenaście nominacji do DICE Awards przełożyło się na dwie nagrody: za najlepszą animację i fabułę. Na piętnaście nominacji do 19. Game Audio Network Guild Awards zdobyła osiem nagród, a na sześć nominacji do 21. Game Developers Choice Awards – jedną nagrodę. Part II zdobyła też największą w historii liczbę nominacji do Global Industry Game Awards (trzynaście), zdobywając trzy nagrody: za animację trójwymiarową, zdjęcia i fabułę.
| Nagroda / organizacja           | Rok  | Kategoria                                       | Nominowani                                                                        | Wynik       |
| ------------------------------- | ---- | ----------------------------------------------- | --------------------------------------------------------------------------------- | ----------- |
| British Academy Games Awards    | 2021 | Gra roku operatora EE                           | The Last of Us Part II                                                            | wygrana     |
| British Academy Games Awards    | 2021 | Najlepsza animacja                              | The Last of Us Part II                                                            | wygrana     |
| British Academy Games Awards    | 2021 | Najlepszy aktor pierwszoplanowy                 | Laura Bailey jako Abby                                                            | wygrana     |
| British Academy Games Awards    | 2021 | Najlepszy aktor pierwszoplanowy                 | Ashley Johnson jako Ellie                                                         | nominacja   |
| British Academy Games Awards    | 2021 | Najlepszy aktor drugoplanowy                    | Troy Baker jako Joel                                                              | nominacja   |
| British Academy Games Awards    | 2021 | Najlepszy aktor drugoplanowy                    | Jeffrey Pierce jako Tommy                                                         | nominacja   |
| British Academy Games Awards    | 2021 | Najlepszy aktor drugoplanowy                    | Shannon Woodward jako Dina                                                        | nominacja   |
| British Academy Games Awards    | 2021 | Najlepsza gra                                   | The Last of Us Part II                                                            | nominacja   |
| British Academy Games Awards    | 2021 | Najlepsza oprawa artystyczna                    | The Last of Us Part II                                                            | nominacja   |
| British Academy Games Awards    | 2021 | Najlepszy dźwięk                                | The Last of Us Part II                                                            | nominacja   |
| British Academy Games Awards    | 2021 | Gra zaangażowana                                | The Last of Us Part II                                                            | nominacja   |
| British Academy Games Awards    | 2021 | Najlepszy projekt gry                           | The Last of Us Part II                                                            | nominacja   |
| British Academy Games Awards    | 2021 | Najlepsza muzyka                                | Gustavo Santaolalla, Mac Quayle, Scott Hanau                                      | nominacja   |
| British Academy Games Awards    | 2021 | Najlepsza oprawa graficzna                      | The Last of Us Part II                                                            | nominacja   |
| Deutscher Computerspielpreis    | 2021 | Najlepsza gra międzynarodowa                    | The Last of Us Part II                                                            | wygrana     |
| DICE Awards                     | 2021 | Najlepsza animacja                              | Jeremy Yates, Almudena Soria Sancho, Eric Baldwin                                 | wygrana     |
| DICE Awards                     | 2021 | Najlepsza fabuła                                | Neil Druckmann, Halley Gross, Josh Scherr, Ryan James                             | wygrana     |
| DICE Awards                     | 2021 | Gra roku                                        | Evan Wells, Neil Druckmann, Anthony Newman, Kurt Margenau                         | nominacja   |
| DICE Awards                     | 2021 | Przygodowa gra roku                             | Evan Wells, Neil Druckmann, Anthony Newman, Kurt Margenau                         | nominacja   |
| DICE Awards                     | 2021 | Najlepszy kierunek artystyczny                  | Erick Pangilinan, John Sweeney                                                    | nominacja   |
| DICE Awards                     | 2021 | Najlepsza postać                                | Abby (Laura Bailey)                                                               | nominacja   |
| DICE Awards                     | 2021 | Najlepsza postać                                | Ellie (Ashley Johnson)                                                            | nominacja   |
| DICE Awards                     | 2021 | Najlepszy projekt dźwięku                       | Rob Krekel, Beau Jiminez, Neil Uchitel, Justin Mullens, Jesse Garcia              | nominacja   |
| DICE Awards                     | 2021 | Najlepsza oprawa techniczna                     | Sandeep Shekar, Vincent Marxen, Jason Gregory, Christian Gyrling, Travis McIntosh | nominacja   |
| DICE Awards                     | 2021 | Najlepszy projekt gry                           | Emilia Schatz, Richard Cambier, and Matthew Gallant                               | nominacja   |
| DICE Awards                     | 2021 | Najlepsza reżyseria                             | Neil Druckmann, Anthony Newman, and Kurt Margenau                                 | nominacja   |
| Game Audio Network Guild Awards | 2021 | Najlepszy dźwięk                                | The Last of Us Part II                                                            | wygrana     |
| Game Audio Network Guild Awards | 2021 | Najlepszy projekt dźwięku                       | The Last of Us Part II                                                            | wygrana     |
| Game Audio Network Guild Awards | 2021 | Najlepsze dialogi                               | The Last of Us Part II                                                            | wygrana     |
| Game Audio Network Guild Awards | 2021 | Osiągnięcie w projekcie dźwięku                 | The Last of Us Part II                                                            | wygrana     |
| Game Audio Network Guild Awards | 2021 | Najlepsza obsada                                | The Last of Us Part II                                                            | wygrana     |
| Game Audio Network Guild Awards | 2021 | Przystępność dźwiękowa                          | The Last of Us Part II                                                            | wygrana     |
| Game Audio Network Guild Awards | 2021 | Najlepsza publikacja nt. dźwięku                | The Last of Us Part II – wywiad dla A Sound Effect                                | wygrana     |
| Game Audio Network Guild Awards | 2021 | Najlepszy miks dźwięku                          | The Last of Us Part II                                                            | wygrana     |
| Game Audio Network Guild Awards | 2021 | Osiągnięcie muzyczne                            | The Last of Us Part II                                                            | nominacja   |
| Game Audio Network Guild Awards | 2021 | Najlepszy dźwięk interfejsu                     | The Last of Us Part II                                                            | nominacja   |
| Game Audio Network Guild Awards | 2021 | Najlepsze dźwięki                               | The Last of Us Part II                                                            | nominacja   |
| Game Audio Network Guild Awards | 2021 | Najlepszy występ głosowy                        | Laura Bailey jako Abby                                                            | nominacja   |
| Game Audio Network Guild Awards | 2021 | Najlepszy występ głosowy                        | Ashley Johnson jako Ellie                                                         | nominacja   |
| Game Audio Network Guild Awards | 2021 | Najlepszy głos postaci nieludzkiej              | The Last of Us Part II                                                            | nominacja   |
| Game Audio Network Guild Awards | 2021 | Najlepszy dźwięk w przerywnikach                | The Last of Us Part II                                                            | nominacja   |
| Game Audio Network Guild Awards | 2021 | Najlepsza ścieżka dźwiękowa                     | The Last of Us Part II                                                            | nominacja   |
| The Game Awards                 | 2017 | Najbardziej oczekiwana gra                      | The Last of Us Part II                                                            | wygrana     |
| The Game Awards                 | 2020 | Gra roku                                        | The Last of Us Part II                                                            | wygrana     |
| The Game Awards                 | 2020 | Najlepsza reżyseria                             | The Last of Us Part II                                                            | wygrana     |
| The Game Awards                 | 2020 | Najlepszy scenariusz                            | Neil Druckmann i Halley Gross                                                     | wygrana     |
| The Game Awards                 | 2020 | Najlepszy projekt dźwięku                       | The Last of Us Part II                                                            | wygrana     |
| The Game Awards                 | 2020 | Najlepsze opcje przystępności                   | The Last of Us Part II                                                            | wygrana     |
| The Game Awards                 | 2020 | Najlepsza gra przygodowa/akcji                  | The Last of Us Part II                                                            | wygrana     |
| The Game Awards                 | 2020 | Najlepszy występ                                | Laura Bailey jako Abby                                                            | wygrana     |
| The Game Awards                 | 2020 | Najlepszy występ                                | Ashley Johnson jako Ellie                                                         | nominacja   |
| The Game Awards                 | 2020 | Najlepszy kierunek artystyczny                  | The Last of Us Part II                                                            | nominacja   |
| The Game Awards                 | 2020 | Najlepsza muzyka                                | Gustavo Santaolala i Mac Quayle                                                   | nominacja   |
| The Game Awards                 | 2020 | Nagroda publiczności                            | The Last of Us Part II                                                            | 2. miejsce  |
| Game Critics Awards             | 2018 | Najlepsza oprawa graficzna                      | The Last of Us Part II                                                            | wygrana     |
| Game Critics Awards             | 2018 | Najlepszy dźwięk                                | The Last of Us Part II                                                            | wygrana     |
| Game Developers Choice Awards   | 2021 | Najlepsza fabuła                                | The Last of Us Part II                                                            | wygrana     |
| Game Developers Choice Awards   | 2021 | Gra roku                                        | The Last of Us Part II                                                            | nominacja   |
| Game Developers Choice Awards   | 2021 | Najlepszy dźwięk                                | The Last of Us Part II                                                            | nominacja   |
| Game Developers Choice Awards   | 2021 | Najlepszy projekt                               | The Last of Us Part II                                                            | nominacja   |
| Game Developers Choice Awards   | 2021 | Najlepsza technologia                           | The Last of Us Part II                                                            | nominacja   |
| Game Developers Choice Awards   | 2021 | Najlepszy kierunek artystyczny                  | The Last of Us Part II                                                            | nominacja   |
| Game Developers Choice Awards   | 2021 | Nagroda za innowacyjność                        | The Last of Us Part II                                                            | wyróżnienie |
| GLAAD Media Awards              | 2021 | Najlepsza gra komputerowa                       | The Last of Us Part II                                                            | wygrana     |
| Golden Joystick Awards          | 2017 | Najbardziej oczekiwana gra                      | The Last of Us Part II                                                            | wygrana     |
| Golden Joystick Awards          | 218  | Najbardziej oczekiwana gra                      | The Last of Us Part II                                                            | nominacja   |
| Golden Joystick Awards          | 2020 | Gra roku                                        | The Last of Us Part II                                                            | wygrana     |
| Golden Joystick Awards          | 2020 | Gra roku na PlayStation                         | The Last of Us Part II                                                            | wygrana     |
| Golden Joystick Awards          | 2020 | Najlepszy dźwięk                                | The Last of Us Part II                                                            | wygrana     |
| Golden Joystick Awards          | 2020 | Najlepsza fabuła                                | The Last of Us Part II                                                            | wygrana     |
| Golden Joystick Awards          | 2020 | Najlepszy projekt wizualny                      | The Last of Us Part II                                                            | wygrana     |
| Golden Joystick Awards          | 2020 | Studio roku                                     | Naughty Dog                                                                       | wygrana     |
| Hollywood Music in Media Awards | 2021 | Kierownictwo muzyczne w grze                    | Scott Hanau, Rob Goodson, Scott Shoemaker                                         | nominacja   |
| Hollywood Music in Media Awards | 2021 | Najlepsza muzyka w grze                         | Gustavo Santaolalla and Mac Quayle                                                | nominacja   |
| Nagroda Hugo                    | 2021 | Najlepsza gra komputerowa                       | The Last of Us Part II                                                            | nominacja   |
| New York Game Awards            | 2021 | Gra roku                                        | The Last of Us Part II                                                            | nominacja   |
| New York Game Awards            | 2021 | Najlepsza muzyka w grze                         | The Last of Us Part II                                                            | nominacja   |
| New York Game Awards            | 2021 | Najlepszy scenariusz                            | The Last of Us Part II                                                            | nominacja   |
| New York Game Awards            | 2021 | Najlepsza rola                                  | Laura Bailey jako Abby                                                            | nominacja   |
| New York Game Awards            | 2021 | Najlepsza rola                                  | Ashley Johnson jako Ellie                                                         | nominacja   |
| SXSW Gaming Awards              | 2021 | Najlepsza fabuła                                | The Last of Us Part II                                                            | wygrana     |
| SXSW Gaming Awards              | 2021 | Gra roku                                        | The Last of Us Part II                                                            | nominacja   |
| SXSW Gaming Awards              | 2021 | Nagroda za innowacyjność                        | The Last of Us Part II                                                            | nominacja   |
| Titanium Awards                 | 2020 | Gra roku                                        | The Last of Us Part II                                                            | wygrana     |
| Titanium Awards                 | 2020 | Najlepsza fabuła                                | The Last of Us Part II                                                            | wygrana     |
| Titanium Awards                 | 2020 | Najlepsza muzyka                                | The Last of Us Part II                                                            | wygrana     |
| Titanium Awards                 | 2020 | Najlepszy kierunek artystyczny                  | The Last of Us Part II                                                            | nominacja   |
| Visual Effects Society Awards   | 2021 | Efekty wizualne w projekcie czasu rzeczywistego | Neil Druckmann, Eben Cook, Erick Pangilinan, John Sweeney                         | nominacja   |
| Webby Awards                    | 2021 | Gra przygodowa                                  | The Last of Us Part II                                                            | wygrana     |
| Webby Awards                    | 2021 | User experience                                 | The Last of Us Part II                                                            | wygrana     |
| Webby Awards                    | 2021 | Osiągnięcie techniczne                          | The Last of Us Part II                                                            | wygrana     |
| Webby Awards                    | 2021 | Gra przygodowa – wybór publiczności             | The Last of Us Part II                                                            | wygrana     |
| Webby Awards                    | 2021 | Projekt gry – publiczność                       | The Last of Us Part II                                                            | wygrana     |
| Webby Awards                    | 2021 | Muzyka /projekt dźwięku – publiczność           | The Last of Us Part II                                                            | wygrana     |
| Webby Awards                    | 2021 | User experience – publiczność                   | The Last of Us Part II                                                            | wygrana     |
| Webby Awards                    | 2021 | Osiągnięcie techniczne – publiczność            | The Last of Us Part II                                                            | wygrana     |
| Webby Awards                    | 2021 | Projekt gry komputerowej                        | The Last of Us Part II                                                            | nominacja   |
| Webby Awards                    | 2021 | Muzyka / projekt dźwięku                        | The Last of Us Part II                                                            | nominacja   |

## Sprzedaż
W premierowy weekend The Last of Us Part II sprzedała się na całym świecie w czterech milionach egzemplarzy, zostając najlepiej sprzedającą się grą na wyłączność na PlayStation 4 oraz bijąc rekord Marvel’s Spider-Man (3,3 mln) i God of War (3,1 mln) z analogicznego okresu. Była to najlepiej sprzedająca się w momencie premiery gra 2020, zarówno w dystrybucji cyfrowej, jak i tradycyjnej. W czerwcu była najczęściej pobieraną z PlayStation Store grą w Europie i Ameryce Północnej, w lipcu piątą w Ameryce Północnej i dziesiątą w Europie, w listopadzie ósmą w Ameryce i siódmą w Europie; w skali całego 2020 roku była szósta w Ameryce i ósma w Europie. Do czerwca 2022 na całym świecie sprzedano ponad dziesięć milionów kopii.
W Stanach Zjednoczonych była najlepiej sprzedającą się grą czerwca 2020, w ciągu dwóch tygodni stając się najlepiej sprzedającą się grą roku i generując najwyższe wpływy ze sprzedaży w pierwszym miesiącu. W sierpniu stała się trzecią najlepiej zarabiającą grą na PlayStation w Stanach, deklasując Marvel’s Spider-Man i God of War. Ostatecznie została szóstą najlepiej sprzedającą się w USA grą 2020; trzecią najlepiej sprzedającą się na konsole PlayStation i pierwszą przeznaczoną wyłącznie na PlayStation 4. 
W Wielkiej Brytanii stała się najszybciej sprzedającą się grą na PlayStation 4 w dystrybucji tradycyjnej, wyprzedzając poprzedniego rekordzistę – Uncharted 4: Kres złodzieja – o co najmniej 1%, a The Last of Us o 76%. W skali całego roku była tam ósmą najlepiej sprzedającą się grą roku (543 218 tys. sprzedanych egzemplarzy) i siódmą w dystrybucji pudełkowej. Po obniżce ceny w lutym 2021 powróciła w zestawieniu najlepiej sprzedających się gier w pudełkach, zajmując trzecie miejsce i zaliczając 3992-procentowy wzrost sprzedaży. W Japonii była najlepiej sprzedającą się grą w pierwszym tygodniu od premiery, sprzedając ok. 178,696 pudełek. W Niemczech w czerwcu sprzedano ponad 200 tys. kopii, a do grudnia – ponad 500 tys. W Australii była ósmą najlepiej sprzedającą się grą roku i trzecią w tradycyjnej dystrybucji. W Polsce zadebiutowała na pierwszym miejscu zestawienia najchętniej kupowanych gier, po uwzględnieniu sprzedaży tradycyjnej i cyfrowej.